# Fabiola Piroddi
Fabiola Piroddi (Cagliari, 23 maggio 1969) è un'ex velocista e mezzofondista italiana.

## Biografia
Nata nel 1969 a Cagliari, nel 1998 ha preso parte agli Europei di Budapest, nella staffetta 4×400 m insieme a Francesca Carbone, Virna De Angeli e Monika Niederstätter (in batteria) e Patrizia Spuri (in finale), terminando 7ª in 3'29"31, dopo aver passato la batteria da 3ª con il crono di 3'29"14.
A 31 anni ha partecipato ai Giochi olimpici di Sydney 2000, nella staffetta 4×400 m con Francesca Carbone, Virna De Angeli e Daniela Graglia, chiudendo 4ª in batteria con il tempo di 3'27"23.
Nel 2001 è stata medaglia d'argento ai Giochi del Mediterraneo di Tunisi nella staffetta 4×400 m insieme a Francesca Carbone, Danielle Perpoli e Daniela Reina in 3'38"90, arrivando dietro alla Francia, ed ha terminato 6ª nei 400 m con il crono di 55"49, dopo aver passato la batteria con il tempo di 55"70, da 7ª.
È stata campionessa italiana nella staffetta 4×400 m per 3 volte (dal 1997 al 1999) con la Snam, con compagne di staffetta Carbone per tutti e 3 gli anni, Barbarino nel 1997 e 1999, Ferrari nel 1997, Albini e Schutzmann nel 1998 e Licini nel 1999. Ha ottenuto il miglior tempo nel 1997, 3'35"64. Nel 1987 con la Snam Gas Metano aveva vinto il titolo italiano nella staffetta 4×800 m con il crono di 8'46"57, con Faccio, Martinelli e Tozzi. Nel 1997 è stata invece campionessa italiana indoor nei 400 m piani in 54"65.

## Palmarès
| Anno | Manifestazione          | Sede     | Evento            | Risultato | Prestazione | Note |
| ---- | ----------------------- | -------- | ----------------- | --------- | ----------- | ---- |
| 1998 | Europei                 | Budapest | Staffetta 4×400 m | 7ª        | 3'29"31     |      |
| 2000 | Giochi olimpici         | Sydney   | Staffetta 4×400 m | Batteria  | 3'27"23     |      |
| 2001 | Giochi del Mediterraneo | Tunisi   | 400 m             | 6ª        | 55"49       |      |
| 2001 | Giochi del Mediterraneo | Tunisi   | Staffetta 4×400 m | Argento   | 3'38"90     |      |

## Campionati nazionali
- 3 volte campionessa nazionale nella staffetta 4×400 m (1997, 1998, 1999)
- 1 volta campionessa nazionale nei 400 m piani indoor (1997)
- 1 volta campionessa nazionale nella staffetta 4×800 m (1987)

1987
- Oro ai Campionati nazionali italiani, staffetta 4×800 m - 8'46"57

1997
- Oro ai Campionati nazionali italiani indoor, 400 m piani - 54"65
- Oro ai Campionati nazionali italiani, staffetta 4×400 m - 3'35"64

1998
- Oro ai Campionati nazionali italiani, staffetta 4×400 m - 3'38"49

1999
- Oro ai Campionati nazionali italiani, staffetta 4×400 m - 3'36"86